# Мішель Легран
Міше́ль Легра́н (фр. Michel Legrand, вірм. Միշել Լեգրան, 24 лютого 1932, Париж — 26 січня 2019, Париж) — французький композитор, піаніст, співак й аранжувальник вірменського походження.

## Біографія
Перший музичний досвід Легран перейняв від свого батька Раймонда Леграна, керівника одного з оркестрів вар'єте. Мама Леграна — Айкануш-Марсель Тер-Микаелян, була піаністкою. У 1952 році закінчив Паризьку консерваторію і вирушив у турне США.
З кінця 1950-х років почав писати музику до голлівудських фільмів, що принесло йому світову славу. Найвідоміший його твір — музика до фільму «Шербурзькі парасольки» (1964). 12 разів нагороджений премією «Оскар», тричі — премією «Сезар», 12 разів — «Золотим глобусом» та 5 разів — премією «Ґреммі». Автор музики до 200 фільмів.
Як джазовий піаніст працював із музичними творами Джанго Рейнарта і Бікса Бейдербека. У 1958 році записав альбом із Дональдом Бірдом, Джоном Колтрейном і Беном Вебстером. У 1978 році записав альбом «Le Jazz Grand», в 1991-му — «Dingo», за який був нагороджений премією «Ґреммі».
Паралельно виступає як диригент і академічний піаніст. Окрім цього, спільно з іншими композиторами він написав «The Windmills of Your Mind» (Вітряні млини твоєї свідомості) для фільму «Афера Томаса Крауна», яка отримала «Оскар» і «Золотий глобус» як краща пісня.
Композитор працював з режисерами Жаном-Люком Годаром, Жаком Демі та іншими. Після смерті у 2009 році композитора Моріса Жарра Мішель Легран став найвідомішим.
26 січня 2019 року у Франції помер на 87-му році життя. Його серце перестало битися в Парижі, проте інші подробиці смерті Леграна не наведені.

## Мішель Легран в Україні
Під час «Слов'янського базару», організованого в Києві Олександром Злотником (6-10 вересня 2000 року), голова журі фестивалю-конкурсу Мішель Легран та грузинська співачка Тамара Гвердцителі дали концерт у Палаці «Україна». Вдруге вони співали тут дуетом («Людина і жінка») 23 грудня 2011 року.  
5 березня 2015 року маестро Легран виступив у Львівській національній філармонії зі світовими зірками джазу — ударником Франсуа Лезо (Francois Laizeau) і контрабасистом П'єром Бусаґе (Pierre Boussaguet) у супроводі Академічного молодіжного симфонічного оркестру «INSO-Львів» у рамках турне «Best of Michel Legrand».
У грудні 2015 року Мішель Легран дав чотири концерти в Україні: 13 грудня у Вінниці, 14-го в Національному Палаці «Україна» в Києві, 15-го у Харкові та 17-го в Одесі.

## Приватне життя
Мішель Легран був одружений двічі: з Крістін Бушар та пізніше з Ізабель Рондон. 16 вересня 2014 року він одружився втретє, в мерії Монако пошлюбив комедійну акторку Машею Меріль, з якою вперше зустрівся п'ятдесят років тому, у вересні 1964-го, на джазовому фестивалі в Ріо-де-Жанейро. Але Маша тоді була нареченою іншого, а Мішель — батьком маленьких дітей. У нього є дві дочки (1952, 1970) та двоє синів (1959, 1962).

## Вибрані альбоми
| - 1954 I Love Paris - 1955 Holiday in Rome - 1956 Castles in Spain - 1957 Bonjour Paris - 1957 C'est magnifique - 1958 Legrand in Rio - 1958 The Columbia Album of Cole Porter - 1959 Paris Jazz Piano | - 1959 The New I Love Paris - 1959 Legrand Jazz - 1967 Plays for Dancers - 1968 At Shelly's Manne-Hole - 1974 Twenty Songs of the Century - 1982 After the Rain - 1995 Michel Legrand Big Band - 2013 Entre elle et lui (з Наталі Дессе) |